# Strana spolupráce
Strana spolupráce (grónsky Suleqatigiissitsisut, dánsky Samarbejdspartiet, anglicky The Cooperation Party) je grónská sociálně-liberální strana.

## Historie
Strana byla založena v roce 2018 dvěma bývalými členy Demokratů Michaelem Rosingem a Tillie Martinussenovou. První volby, ve kterých strana kandidovala, byly parlamentní volby roku 2018. Získala jeden mandát.
V říjnu 2020 došlo ve straně k boji o moc. Někteří členové obvinili předsedkyni strany, Tillie Martinussenovou, z používání stranické pokladny pro soukromé účely. Michael Rosing, který svou funkci předsedy strany nevykonával od jara 2019, poté požadoval opětovné převzetí mandátu předsedy. Martinussenová to odmítla. V listopadu 2020 bylo pět členů strany nahlášeno policii. Tillie Martinussen však tuto krizi přestála a 20. prosince 2020 byla jednomyslně zvolena předsedkyní na prvním sjezdu strany od jejího založení.

## Názory a postoje
Strana obhajuje ekonomický liberalismus a privatizaci velkých společností. Je unionistická, tedy pro zachování dánské nadvlády. Podporuje imigraci do Grónska a lepší integraci menšin. Další prioritou strany je větší podpora sociálně zranitelných, zejména sexuálně zneužívaných dětí a mládeže.

## Volební výsledky

### Grónský parlament
| Volby | Hlasy | %   | Mandáty | ±    |
| ----- | ----- | --- | ------- | ---- |
| 2018  | 1 193 | 4,1 | 1/31    | Nový |

### Dánský parlament
| Volby | Hlasy | Podíl hlasů | Mandáty | ±    |
| ----- | ----- | ----------- | ------- | ---- |
| 2019  | 520   | 2,5%        | 0/2     | Nový |